# Haagsweiher bei Feucht
Der Haagsweiher bei Feucht ist ein Weiher im gemeindefreien Gebiet Feuchter Forst im Landkreis Nürnberger Land in Bayern.

## Lage
Der kleine Weiher befindet sich etwa 1,3 Kilometer nordöstlich der Ortsmitte des Marktes Feucht.

## Beschreibung
Der auf den gängigen topographischen Karten namenlose Weiher wird lokal nach einem ehemaligen Pächter Haagsweiher genannt. Das etwa einen Hektar große künstliche Stillgewässer wird von Osten nach Westen vom Gauchsbach durchflossen. Im östlichen Teil liegt eine kleine Insel.
Angelegt wurde der Weiher in den 1960er Jahren. Am 15. November 1962 erteilte das damals zuständige Landratsamt Nürnberg der Staatsforstverwaltung (heute Bayerische Staatsforsten) die Genehmigung einer Verbauungsmaßnahme des Gauchsbachs. Die Maßnahme erstreckte sich auf etwa drei Kilometer Länge zwischen dem ehemaligen Forsthaus Gauchsmühle und der Gauchsbachbrücke der Staatsstraße 2239 am Ortseingang von Feucht. Zweck war es, das Gefälle der Bachsohle zu vermindern und mit einer geringeren Fließgeschwindigkeit weitere Uferabbrüche zu vermeiden. Ergänzend sollte durch die Errichtung des Weihers eine Wasserrückhaltung als Hochwasserschutz für Feucht erreicht werden.
Der neu entstandene Weiher wurde von der Feuchter Familie Haag als Fischweiher gepachtet. Es wurden hauptsächlich Forellen, aber auch Karpfen und Schleien gezüchtet. Zur Pflege und Betreuung des Fischbestandes baute der Pächter am Nordufer des Weihers eine Fischerhütte, die heute freizeitlich genutzt wird.
Der Weiher wurde früher in den Wintermonaten von Schlittschuhläufern genutzt, was aber später aus Gründen des Tierschutzes verboten wurde. In den 1980er Jahren wurde zeitweise versucht, das 250 Meter westlicher gelegene Feuchter Freibad mittels Wärmetauscher zu beheizen. Der Ergebnis war wenig zufriedenstellend und das Vorhaben wurde wieder aufgegeben.
Heute (2019) wird der Haagsweiher nicht mehr genutzt und bietet Flora und Fauna ein naturbelassenes Revier. Im östlichen Teil ist er bereits wieder verlandet. Unmittelbar westlich liegen noch heute (2019) einige kleinere und genutzte Fischzuchtbecken.

## Bildergalerie

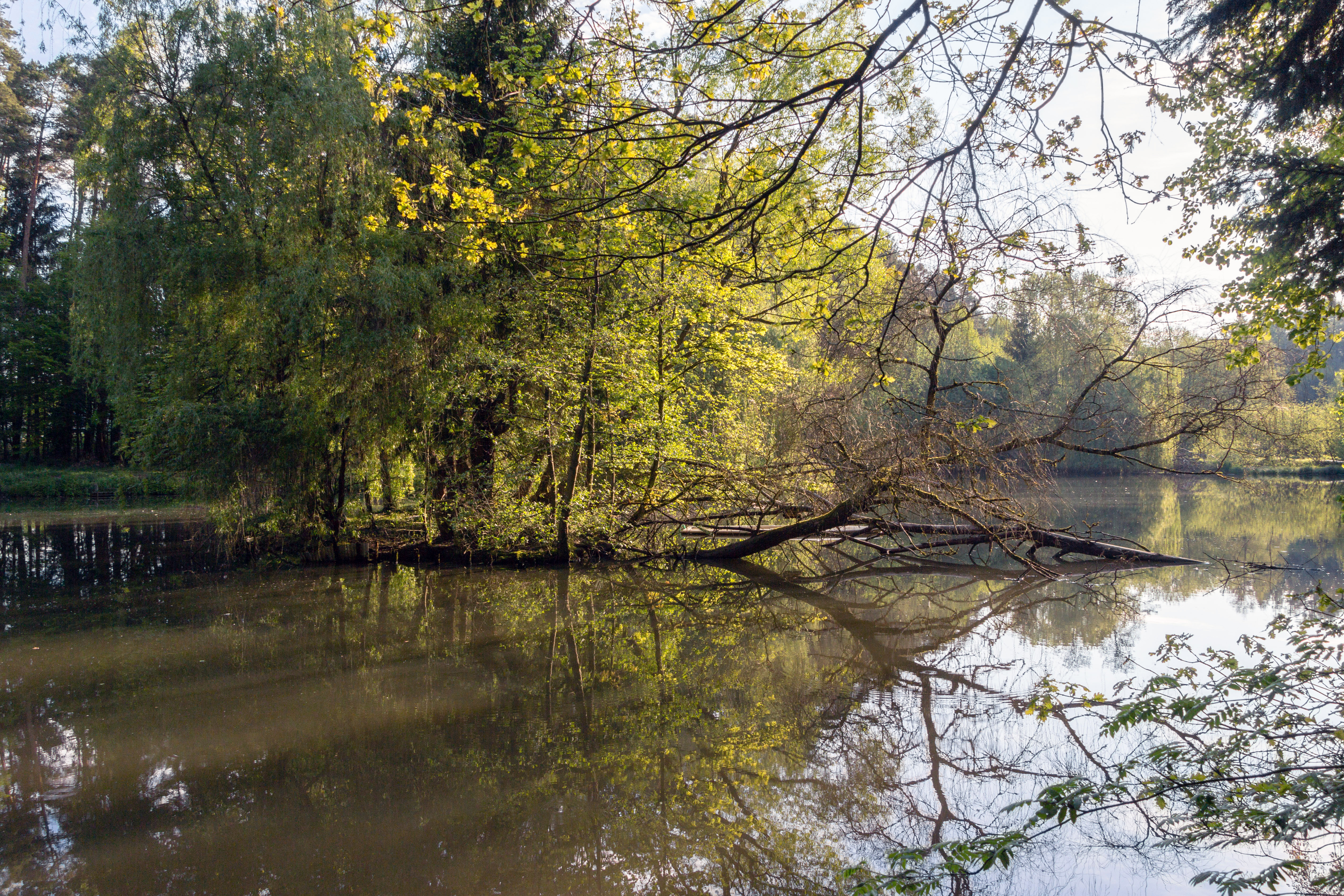
Blick auf die Insel von Süden
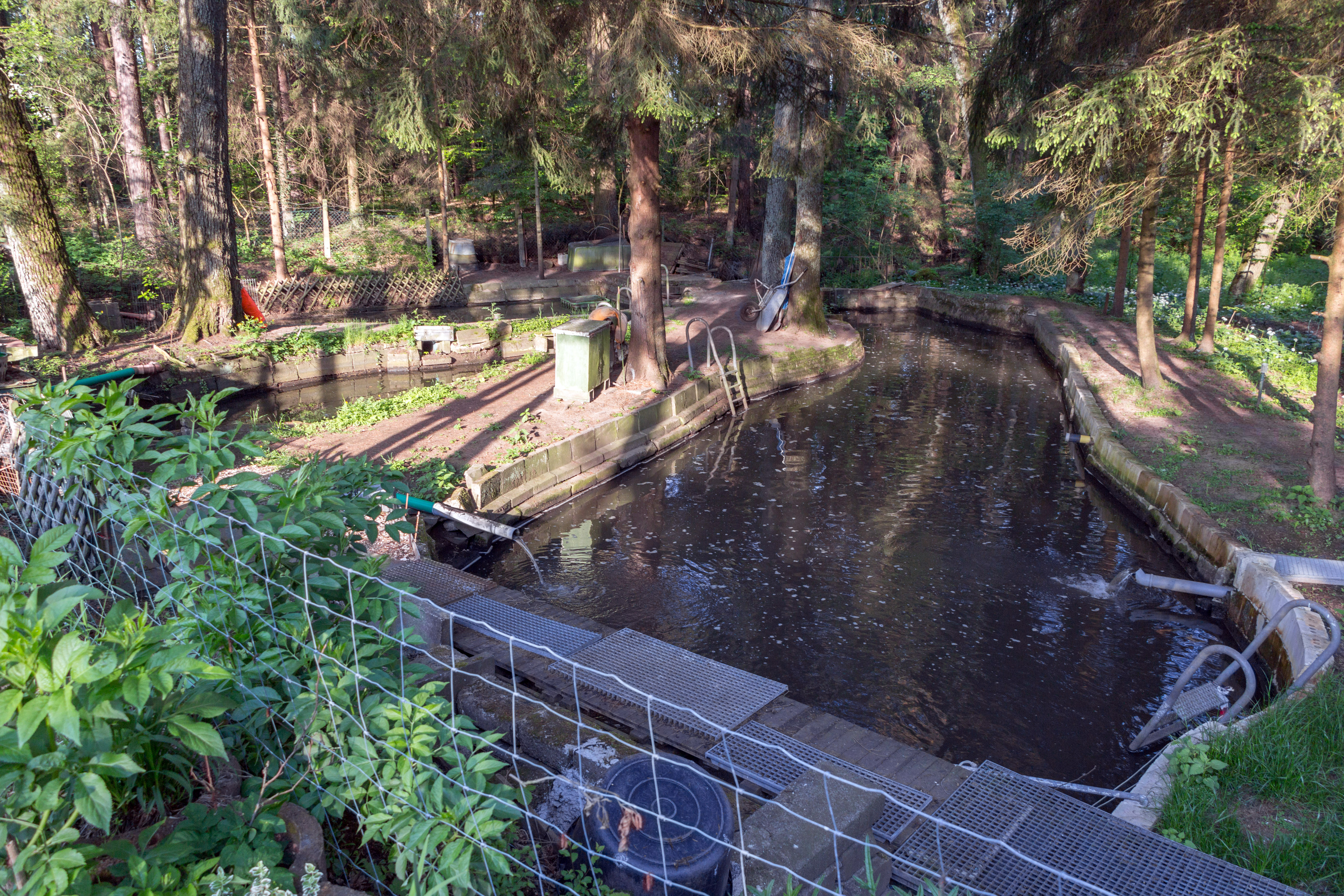
Fischzuchtbecken
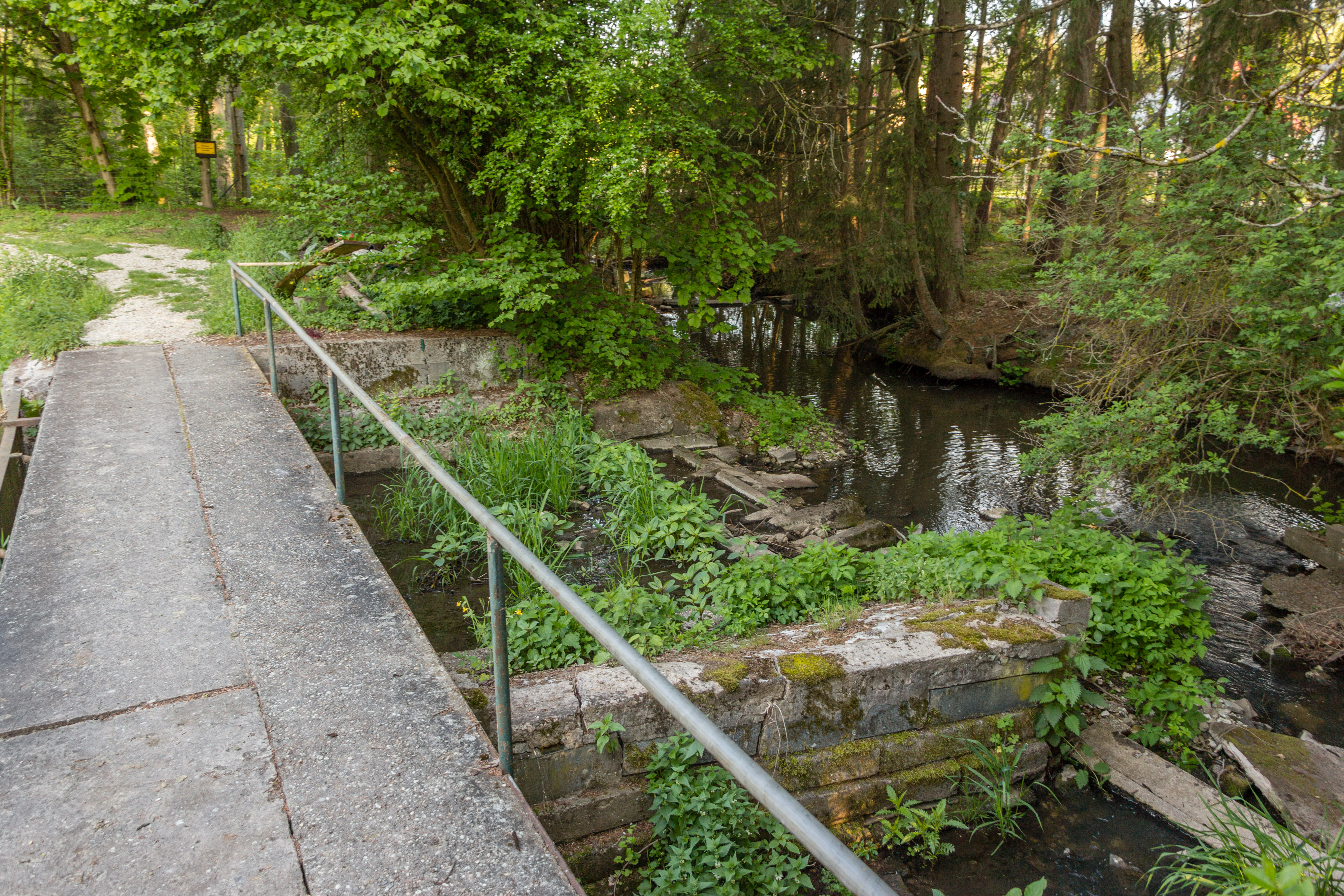
Stauanlage und Abfluss des Gauchsbachs